# ادموند بردو زیکلی
ادموند بردوزیکلی یا بردو سیکلی یا بردو سکلی (به مجاری: Edmund Bordeaux Szekely) (۵ مارس ۱۹۰۵ - ۱۹۷۹) زبان‌شناس، فیلسوف، روان‌شناس و طبیعی‌دان مجار بود. وی استاد دانشگاه کالیفرنیا بود.

## زندگی
مادرش یک کاتولیک فرانسوی بود و پدرش یک مسیحی یگانه‌پرست مجار. پدر بزرگش الکساندر سکلی یک شاعر بود و اسقف کلیسای توحیدی. ادموند دکترای فلسفه و روانشناسی تجربیش را در دانشگاه بابش-بولیایی در کلوی-ناپوکا گرفت و با زبان‌های سانسکریت، آرامی، یونانی و لاتین به خوبی آشنایی یافت. او همچنین به بسیاری از زبان‌های زنده آشنایی داشت و کتاب‌هایش را به زبان‌های انگلیسی، رومانیایی، اسپرانتو، آلمانی، فرانسوی، مجاری و اسپانیایی می‌نگاشت.
در ۱۹۲۳ هنگامی که در واتیکان به آموزش مشغول نوشته‌های مبهمی را از آرامی ترجمه نمود که وی آنها را گوهرهٔ گیاه‌خواری می‌خواند و ادعا داشت که عیسی بدین کار توصیه نموده‌است. او به شیوهٔ خویش می‌کوشید تا پیوندی میان نوشته‌های دریای مرده و اوستا زند.
در ۱۹۲۸ او به همراه رومن رولان برندهٔ جایزه نوبل ادبی دست به برپایی جامعه زیست بین‌المللی زد. او برای گسترش این جامعه و نیز پژوهش‌هایش سفرهای بسیاری به آفریقا، فرانسه، اروپای شرقی و تاهیتی نمود. در ۱۹۳۹ او با دبورا شینمن پیمان زناشویی بست. این زوج در ۱۹۴۰ کمپی را در باخا کالیفرنیای مکزیک به راه انداختند و نامش را لانچولاپوئرتا گذاردند و در آنجا به پژوهش و آزمودن ایده‌های خود پرداختند. این دو دارای دو فرزند به نام‌های الکس و لیویا شدند. در این هنگام سکلی همچنان به سخنرانی، نگارش، سفر، آموزگاری و برپایی سمینار در آمریکا و دیگر کشورها می‌پرداخت.
در دههٔ ۱۹۷۰ این زوج از هم جدا شدند و سکلی هم دست از کار در رانچو لا پوئرتا کشید. سپس با دستیارش نورما نیلسون پیمان زناشویی بست و بر نویسندگی و آموزاندن تمرکز نمود. وی در ۱۹۷۹ درگذشت.

## اثرها
ادموند بردو سیکلی بیش از ۸۰ کتاب نوشت که دوتای آن خودزندگی‌نامه‌اش بود. برخی از برجسته‌ترین کتاب‌هایش از این قراراند:
- تاریخ اندیشهٔ انسان (مجارستان)
- تاریخ جوامع انسانی (مجارستان)
- کیهان، انسان و جامعه
- کشف کیهان‌درمانی بین‌المللی
- کیهان‌درمانی وجود
- کیهان‌درمانی، پزشکی آینده (لس آنجلس)
- کشف انجیل گوهرهٔ صلح
- راه وجود: زندگی زیستی
- آرمان‌شهر
- تصویر جهانی زرتشت در شش جلد (۱۹۵۳)